# 情妇 (英国电视剧)
情妇（英語：Mistresses）是一部英国电视剧，讲述了4名女性朋友涉及的大量复杂且不正当关系的故事。
节目在布里斯托尔由埃克斯电影公司为BBC威尔士拍摄。
本剧共有3季，每季6集，在2008年至2010年于英國廣播公司第一台播出。
美国广播公司重拍了本剧，从2013年夏天开始播出。韩国OCN重拍了本剧。日本NHK重拍了本剧。